# Fetești
Fetești (prononcée [feˈteʃtʲ]) est une ville valaque du județ de Ialomița en Roumanie. Elle comptait lors du dernier recensement de 2011 une population de 30 217 habitants, faisant d'elle la deuxième ville la plus peuplée du județ, derrière le chef-lieu Slobozia. L'agglomération de Fetești est composée de quatre localités principales, Fetești-Oraș (Fetești-ville), Buliga, Fetești-Gară (Fetești-gare) et Vlașca.

## Étymologie
Une légende urbaine de potaches informatisés a répandu sur internet le canular que la ville se serait initialement appelée Futești, venant d'un mot roumain grossier signifiant « foutre ». Mais Fetești vient du mot fată, pluriel fete, signifiant « fille, filles » (et jadis « fille(s) à marier »). Les historiens et les philologues rappellent que tous les toponymes en...ești proviennent d'une tradition patronymique et toponymique des pays roumains qui du prénom d'un chef de famille ou d'un noble (par exemple Mihai « Michel ») ou bien d'un nom commun comme fete, crée un adjectif (par exemple Mihăilescu « tenant de Michel » devenant patronyme, au pluriel Mihăilești « les gens de Michel » ou « le village des gens de Michel » devenant toponyme). Dans le cas de Fetești on peut supposer (sans certitude, faute de documents) que les bergers et les marchands tenaient ici une des nombreuses « foires aux mariages » où l'on se rencontrait, dansait et arrangeait les unions par le passé, et où les fete devenaient des soții (« femmes mariées ») devant le pope du lieu. Si cette supposition est exacte, les potaches, dans leur ignorance et leur grossièreté, ne sont finalement pas sans connexions avec l'étymologie savante.

## Géographie et climat
Fetești est située dans la plaine du Bărăgan sur la rive gauche de l'un des bras du Danube, le bras de Borcea, à l'extrême sud-est du județ de Ialomița. Desservie par l'autoroute A2, Fetești se trouve à 149 km de Bucarest, à 85 km de Constanța, et à 63 km de Slobozia.
Le climat de Fetești est de type continental à influences pontiques (Dfa à influences Cfa suivant la classification de Köppen) avec un été chaud et un hiver adouci. La température moyenne en été dépasse les 22 °C, tandis que la température moyenne en hiver est comprise entre -2 et 0 °C. La moyenne des précipitations en été est comprise entre 40 et 50 mm, en hiver entre 20 et 30 mm.

## Histoire
Fetești se trouve sur un bras du Danube dont les berges ont longtemps accueilli en hiver les bergers valaques transhumants venus des Carpates : on trouve à Vlașca des traces de leurs campements (clarines, fers à marquer...), d'où le bélier sur les armoiries de la ville. Ce n'était au début qu'un simple marché aux céréales et au bétail liant les régions des Carpates et celles du Danube.
La première mention écrite de la ville de Fetești remonte au XVIe siècle, dans un édit de Radu V de la Afumați, prince de Valachie. Il s'agit d'un acte de donation du 21 avril 1528 attribuant aux monastères de l'Argeș « tout le domaine d'Albu Rogoz à Fetești, parce que le jupân Albu Rogoz, vornic devant moi, est venu pour faire don de son domaine et de son église sainte sus-mentionnée, seul, de sa propre volonté, pour son âme et pour l'âme de son père Nanu Rogoz, et parce que celui-ci a perdu sa tête pour son fils, le vornic Albu ».
En 1868, Fetești prend le statut de commune rurale. Elle est alors composée d'un seul village de 1 236 habitants. Vers la fin du XIXe siècle elle évolua en centre d'échanges commerciaux et devint un nœud important pour les transports en raison de la construction du pont du chemin de fer sur le Danube. Elle disposait alors d'une station de télégraphe, d'un bureau de poste, de deux écoles, une pour garçons et une pour filles, et d'une église. En 1931, deux communes se sont développées, d'un côté Fetești, composée des localités Buliga, Fetești et Feteștii Noi, de l'autre Fetești-Gară comprenant les villages de Fetești-Gară et Coloniști. Ces deux communes sont rapidement réunies et Fetești est déclarée ville en 1934. À ce moment, en raison de la présence de la gare de triage adjacente et de l'arrivée du chemin de fer reliant Fetești à Făurei (sur une ligne desservant les champs pétrolifères de Ploiești), un tiers des habitants étaient des cheminots.
Comme toute la Roumanie, Fetești a subi les régimes dictatoriaux carliste, fasciste et communiste de février 1938 à décembre 1989, mais connaît à nouveau la démocratie depuis 1990. En 1995, Fetești reçoit le statut de municipalité.

## Démographie
Lors du recensement de 2011, 83,62 % de la population se déclarent comme roumains, 5,4 % roms (10,79 % ne déclarent pas d'appartenance ethnique et 0,16 % déclarent appartenir à une autre ethnie).
En 2011, la répartition des groupes confessionnels se présente comme suit :
- Orthodoxes (88,09 %)
- Inconnue (10,78 %)
- Autre (1,11 %)

## Politique
| Parti | Parti                        | Sièges |
| ----- | ---------------------------- | ------ |
|       | Parti social-démocrate (PSD) | 11     |
|       | Parti national libéral (PNL) | 7      |
|       | Indépendant                  | 1      |

## Monuments historiques

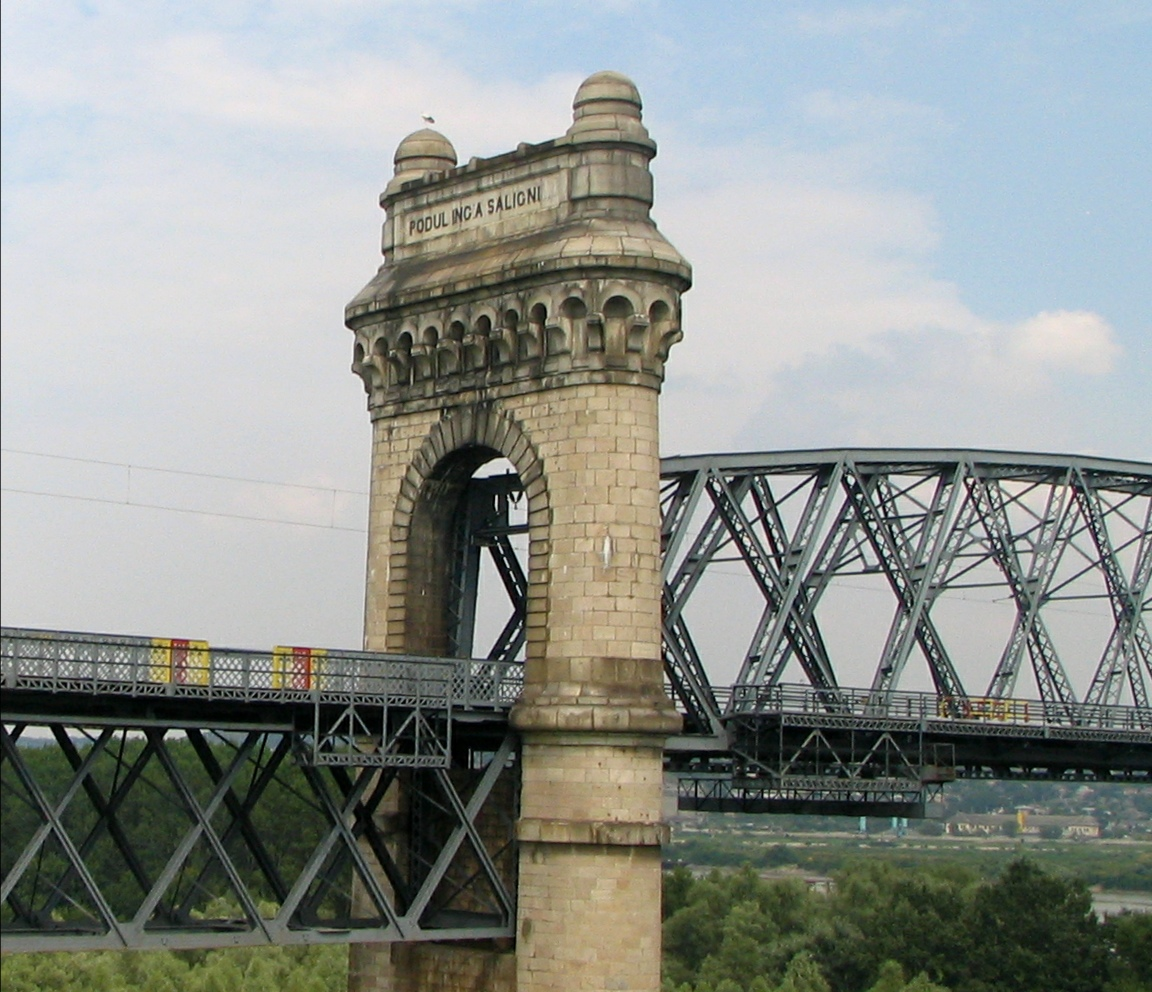
Une des arches du pont Anghel-Saligny de Fetești, classé monument historique.

L'un des ouvrages majeurs de la ville est le pont Roi-Charles-Ier, inauguré en 1895, aujourd'hui rebaptisé pont Anghel-Saligny, nommé à l'origine en hommage au roi Carol Ier, puis en celui de son architecte. Conçu par l'ingénieur Anghel Saligny, il se situe entre les villes de Fetești et Cernavodă, et permettait le franchissement du Danube par la ligne de chemin de fer Bucarest-Constanța. Il est hors-service depuis son remplacement en 1987 par un autre pont, ferroviaire et autoroutier, construit juste au sud de l'ancien. 
La gare et le dépôt de la CFR font également partie des monuments historiques nationaux. 
Huit autres ouvrages sont classés monuments historiques du județ de Ialomița :
- le site archéologique « La Scursoare », où ont été découvertes des traces de constructions médiévales du Xe siècle et XIe siècles ;
- l'église « Adormirea Maicii Domnului » construite en 1882, située dans la rue Constantin Brâncoveanu ;
- deux maisons avec boutique, construites respectivement en 1905 et 1923, situées dans la rue Călărași ;
- l'école générale no 2, construite en 1873 ;
- l'hôpital, construit en 1908 ;
- le moulin traditionnel, datant du XXe siècle, situé dans la rue Borcea ;
- l'église « Sfântul Nicolae », construite en 1884, située dans le quartier Dudești.

## Éducation
Fetești dispose de 7 écoles et de 3 lycées, ainsi qu'une bibliothèque municipale. Le lycée « Carol 1er » est considéré comme le meilleur de la région Fetești-Ţăndărei, et l'un des meilleurs au niveau du județ.

## Personnalités
- Ion Vlad (1920-1992), sculpteur français d'origine roumaine.

## Jumelages
La ville de Fetești est jumelée avec :
- Lepe (Espagne) depuis le 3 juin 2010